# Absys
Absys est un ancien langage de programmation déclarative créé par l'Université d'Aberdeen en 1969. Il prévoit un certain nombre de fonctionnalités de Prolog comme la négation par l'échec, les opérateurs d'agrégation, le rôle central de marche arrière[Quoi ?] et la résolution de contraintes. Absys été le premier mode de réalisation d'un langage de programmation logique.
Le nom d'Absys est une abréviation pour système Aberdeen.